# Renzo Castagneto
Renzo Castagneto (Verona, 29 novembre 1891 – Sanremo, 16 febbraio 1971) è stato un pilota automobilistico e dirigente sportivo italiano.

## Biografia
Corridore automobilistico specialista nelle prove di fondo, fu assieme al conte Aymo Maggi, al conte Franco Mazzotti e al giornalista Giovanni Canestrini l'ideatore e poi organizzatore di tutte le corse automobilistiche, della affascinante Mille Miglia che diresse per 27 anni e della maggior parte delle corse svoltesi all'epoca in Italia, tutti i Gran Premi dell'Autodromo di Monza dal 1928 al 1940, la Bologna-Firenze-Bologna, la 12 ore di Messina, la Brescia-Pontedilegno, la cronoscalata Malegno-Ossimo-Borno già denominata "Trofeo Vallecamonica" (BS) e in Libia, la Bengasi Tripoli e la Tobruck-Tripoli.
Fu soprattutto instancabile organizzatore sportivo. in tema ciclistico, per due anni fu il direttore del Giro d'Italia, della Milano-Sanremo e del Giro di Lombardia, organizzò la Brescia-Roma a tappe, per parecchi anni e molte corse locali.
In campo calcistico nel 1933-34 divenne commissario straordinario nel Comitato di reggenza della squadra calcistica cittadina, il Brescia. Dopo l'esperienza con il Brescia fu commissario straordinario del Foot Ball Club Casalini, seconda squadra bresciana che militava in terza serie.
Secondo la storia dello sport, fu uno dei personaggi più influenti nell'ambiente motoristico. Anche quando la "Mille Miglia" fu definitivamente sospesa in seguito al tragico incidente nell'edizione 1957 presso Guidizzolo (MN), Castagneto si rimboccò le maniche, facendo di tutto per ripristinare la gloriosa competizione riuscendo solo in parte -e solo per poche edizioni- nel rinnovamento della stessa, con l'adozione di una "formula mista" (velocità + regolarità). Ma la nuova "Mille Miglia" rimaneva schiacciata dal confronto con quella antica e che faceva ormai parte di un ciclo irripetibile. Negli anni '60, ormai fiaccato da precarie condizioni fisiche, lo storico "patron" spese le sue ultime energie nel coadiuvare e dirigere altre competizioni automobilistiche bresciane, come il "Circuito del Garda" e gare in salita quali il "Trofeo Vallecamonica", la "Nave - Colle S.Eusebio" e la "Sarezzo - Lumezzane" ove contribuì tra l'altro portando nomi molto prestigiosi della specialità come Edoardo Lualdi, Tonino Ascari, Franco Pilone, Noris, Marsilio Pasotti e tanti altri. 
Stoicamente si trascinò sino alla fine del decennio, tra un attacco di cuore e l'altro e contro ogni prescrizione dei medici, sempre in prima linea in modo quasi eroico e commovente a dirigere le sue amate gare sfidando talvolta -sempre con la bandiera a scacchi tra le mani- condizioni meteorologiche estreme, tant'è che si diffuse la convinzione generale, tra gli addetti ai lavori, che volesse quasi morire sul campo.
Castagneto si spense a Sanremo, nella sua residenza invernale, alle 4 di mattina del 16 febbraio 1971 all'età di 79 anni. I funerali si svolsero nella "sua" Brescia e venne poi tumulato nel Cimitero Vantiniano.
Il 18 maggio 1974 in viale Rebuffone, all'altezza di quella che fu la linea di partenza della Mille Miglia, veniva inaugurato un busto di Renzo Castagneto, opera dello scultore salodiano Angelo Aime.